# Buków (województwo śląskie)

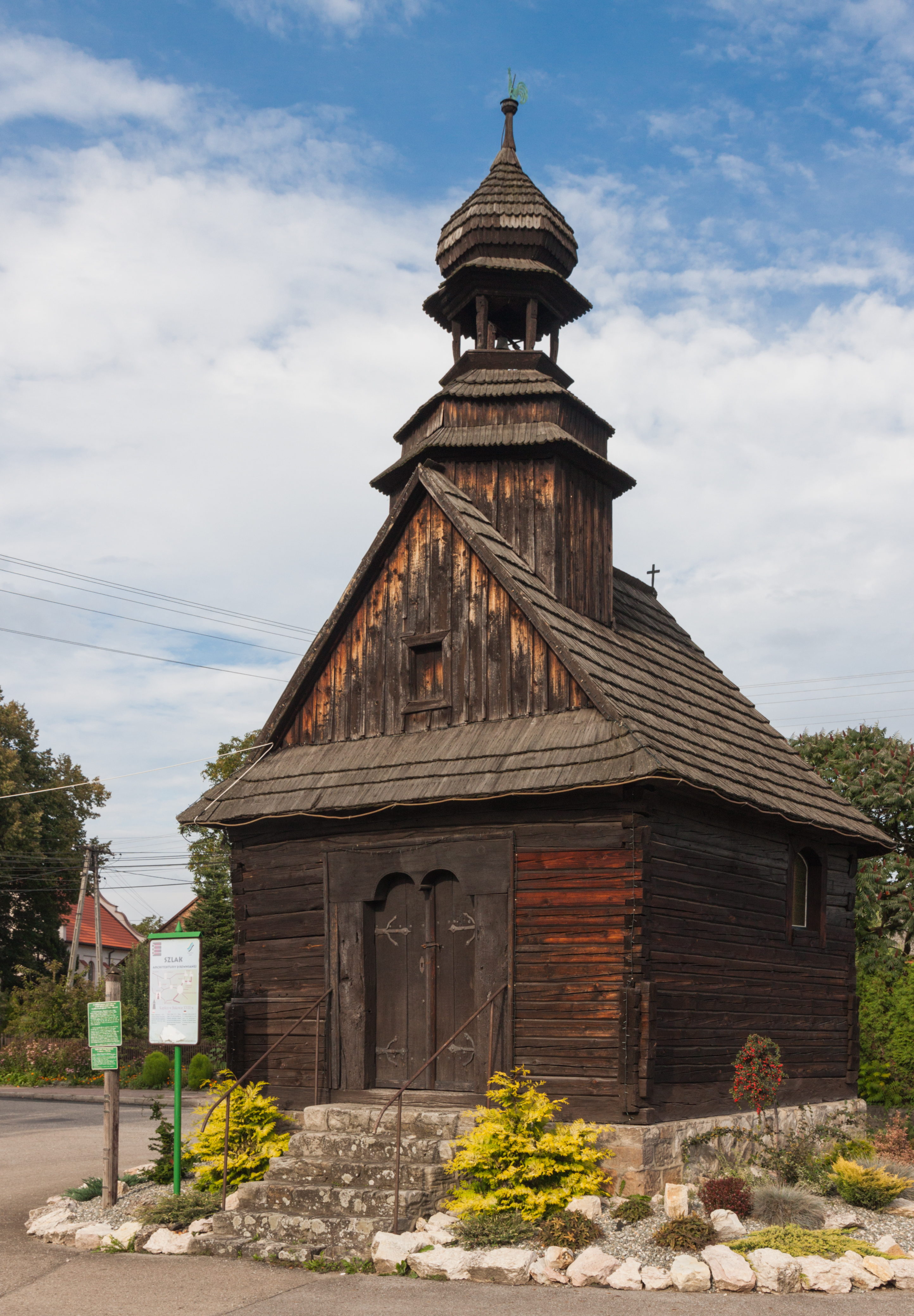
Drewniana kaplica Matki Boskiej Różańcowej z 1770 r. w Bukowie

Buków (niem. Bukau) – wieś w Polsce położona w województwie śląskim, w powiecie wodzisławskim, w gminie Lubomia.

## Położenie
Wieś położona w dolinie Odry, na jej prawym brzegu. Pierwsze wzmianki o Bukowie pochodzą najprawdopodobniej z 1303. W sąsiedztwie Bukowa znajduje się zespół przyrodniczo-krajobrazowy „Wielikąt". Zobaczyć tu można ok. 133 gatunków ptaków, m.in. łabędzie, kormorany, kaczki, czaple siwe i perkozy.

## Historia
W 1921 r. w pobliżu miejscowości miała miejsce bitwa. W okresie międzywojennym w miejscowości stacjonowała placówka Straży Granicznej I linii „Buków”. W latach 1975–1998 miejscowość administracyjnie należała do województwa katowickiego.

## Obiekty
W centrum wsi znajduje się eklektyczny kościół pw. Matki Boskiej Nieustającej Pomocy, wzniesiony w latach 1931-1933. Obok kościoła znajduje się Kaplica Różańcowa z 1770 r., wykonana z drewna, konstrukcji zrębowej na planie prostokąta, której dach kryty jest gontem. Kaplica znajduje się na szlaku architektury drewnianej woj. śląskiego. Cennym architektonicznie obiektem jest też drewniany spichlerz, tzw. sypaniec (konstrukcja wykonana z drewna i obrzucona gliną).
Atrakcją Bukowa jest Ośrodek Wypoczynkowy oraz Ośrodek Jazdy Konnej, Mini ZOO oraz kawiarnia. Teren Bukowa oraz całej Gminy Lubomia stanowi wyjątkowo korzystne warunki do uprawiania wycieczek rowerowych oraz pieszych.

## Urodzeni w Bukowie
- Henryk Czorny – polski duchowny rzymskokatolicki.